# The Fight for Freedom
The Fight for Freedom er en amerikansk stumfilm fra 1908 instrueret af D. W. Griffith.

## Medvirkende
- Florence Auer som Juanita
- John G. Adolfi
- Kate Bruce
- Edward Dillon
- George Gebhardt